# 106 & Park
106 & Park – program telewizyjny amerykańskiej telewizji kablowej Black Entertainment Television. Program jest nadawany od 11 września 2000 roku, każdy jego odcinek trwa 120 minut.